# Davao de Oro
Davao de Oro, trước đây là Compostela Valley, là một tỉnh đảo của Philippines thuộc vùng Davao tại Bắc Mindanao. Tỉnh có thể được gọi tắt là "Comval". Tỉnh là một phần của tỉnh Davao del Norte cho đến khi tách ra năm 1998. Đây là tỉnh mới thứ 2 tại Philippines sau Zamboanga Sibugay. Tỉnh lỵ là Nabunturan. Davao de Oro giáp với các tỉnh Davao del Norte về phía tây, Agusan del Sur về phía bắc và Davao Oriental về phía đông. Phía tây nam là vịnh Davao

## Nhân khẩu
Thành phần dân cư chủ yếu là những người nhập cư đến từ các Cebu, Samar, Bohol và các tỉnh khác thuộc Visayas. Văn hóa thiểu số trong tỉnh có các nhóm người Mansaka, Mandaya, Dibabawons, Mangguangans và nhóm Aeta như Talaingod, Langilan, và Matigsalug.

## Kinh tế
Nguồn thu nhập chủ yếu của tỉnh đến từ nông nghiệp với các nông sản như lúa gạo, dừa và chuối. Một số người cũng nuôi trồng thủy sản. Tỉnh cũng khá về trữ lượng quặng vàng.

## Hành chính
Davao de Oro gồm 11 đô thị tự trị
| - Compostela - Laak - Mabini - Maco - Maragusan - Mawab | - Monkayo - Montevista - Nabunturan - New Bataan - Pantukan |